# Carlos Mora
Carlos Mora – panamski zapaśnik walczący w obu stylach. Srebrny medalista igrzysk Ameryki Środkowej i Karaibów, a także igrzysk Ameryki Południowej w 2002. Triumfator igrzysk Ameryki Środkowej w 1994 roku.